# Agathomyia elegantula
Agathomyia elegantula är en tvåvingeart som först beskrevs av Fallen 1815.  Agathomyia elegantula ingår i släktet Agathomyia och familjen svampflugor.
Artens utbredningsområde är Sverige. Arten är reproducerande i Sverige. Inga underarter finns listade i Catalogue of Life.